# Асмік Грігорян
Асмік Грігорян (нар. 12 травня 1981, Вільнюс, СРСР) — литовська оперна співачка (сопрано) вірменського походження.

## Біографія
Асмік Григорян  народилася 12 травня 1981 року у Вільнюсі в родині вірменського тенора Гегама Григоряна (1951–2016) та литовської сопрано Ірени Мількявічюте, професорки LMTA. Закінчила Литовську академію музики та театру.

## Нагороди
- Ópera XXI: оперна співачка року (2022);
- Найкраща співачка Міжнародної оперної премії (2019);
- Орден «За заслуги перед Литвою», Лицарський хрест (2018).